# Dimítrios Ioannídis
Pour les articles homonymes, voir Ioannidis.
Dimítrios Ioannídis, ou Dimitri Joannidès (en grec moderne : Δημήτριος Ιωαννίδης) est un officier grec né le 23 mars 1923 à Athènes, où il est mort le 16 août 2010. Il est mort en prison, où il séjournait depuis la chute de la junte des colonels après avoir été condamné à la prison à vie. Il est l'un des instigateurs du coup d'État qui mena la Grèce à la dictature des colonels (1967-1974). Il est également à l'origine de la chute de ce régime en 1974.

## Biographie
Dimítrios Ioannídis est né à Athènes dans une famille commerçante de la classe moyenne originaire d'Épire.
Durant la guerre civile grecque, il combattit contre l'armée communiste et fut fait prisonnier. Ses geôliers le torturèrent et, paraît-il, l'émasculèrent. Il survécut néanmoins et, par un retournement de situation, dirigea plus tard le camp d'internement de Makronissos dans lequel étaient détenus des communistes.
En 1963, il servit à Chypre. Ioannídis prit une part active lors du coup d'État du 21 avril 1967 mais préféra rester dans l'ombre pendant les six premières années, permettant ainsi à Geórgios Papadópoulos de prendre les commandes. Il fut alors surnommé le « dictateur invisible ». Il devint chef de la police militaire grecque (ESA). Il fut promu au rang de colonel en 1970 et de général de brigade en 1973.
Après les événements de l'École polytechnique d'Athènes en novembre 1973, Ioannídis organisa un coup d'État et, le 25 novembre, renversa Papadópoulos et installa son ami et proche Phaedon Gizikis comme Président de la République.
Ioannídis soutint le coup d'État de la seconde EOKA du 15 juillet 1974 destiné à réunir Chypre à la Grèce, en renversant le gouvernement de l'archevêque Makários III.
Cette prise de pouvoir par des extrémistes grecs amena une réaction immédiate de Bülent Ecevit, premier ministre turc. Ce dernier fit débarquer ses troupes à Chypre le 20 juillet 1974 et envahit rapidement le nord de l'île. La junte grecque, dans l'impasse, fit alors appel à Konstantínos Karamanlís, qui ne posa aucune condition à son retour d'exil. Mais dès qu'il eut le pouvoir bien en mains, il fit arrêter tous les putchistes de 1967 ainsi que leurs acolytes.
Le 14 janvier 1975, Ioannídis fut écroué et inculpé pour haute trahison, rébellion et pour avoir été l'un des responsables des échauffourées ayant eu lieu à l'occasion des événements de l'École polytechnique d'Athènes. Il fut condamné à la peine capitale, plus tard commuée en prison à perpétuité. Le 21 juillet 2007, Dimítrios Ioannídis, alors âgé de 84 ans, a introduit de sa prison de Korydallós une demande de révision pour sa condamnation pour haute trahison. Elle lui fut finalement refusée. Il est mort à l'hôpital d'Athènes le 16 août 2010 où il avait été transféré depuis sa prison la veille.